# Kylian Vatrican
Kylian Vatrican (* 1. April 2004) ist ein monegassischer Leichtathlet, der sich auf den Sprint spezialisiert hat.

## Sportliche Laufbahn
Erste Erfahrungen bei internationalen Meisterschaften sammelte Kylian Vatrican im Jahr 2022, als er bei den Mittelmeerspielen in Oran mit 11,50 s in der Vorrunde im 100-Meter-Lauf ausschied. Anschließend schied er bei den U20-Weltmeisterschaften in Cali mit 11,35 s in der ersten Runde aus. Im Jahr darauf startete er dank einer Wildcard bei den Weltmeisterschaften in Budapest und kam dort mit 11,44 s nicht über die Vorausscheidungsrunde hinaus.

## Persönliche Bestleistungen
- 100 Meter: 11,35 s (−0,9 m/s), 1. August 2022 in Cali (monegassischer U20-Rekord)
  - 50 Meter (Halle): 6,28 s, 20. Januar 2023 in Nizza